# Safa Al Hashem
Safa Al Hashem (* 1964) ist eine kuwaitische Politikerin und die einzige Frau, die einen Sitz im Parlament Kuwaits innehat.

## Bildung
Safa Al Hashem studierte an der Kuwait University, wo sie einen Abschluss in englischer Literatur erlangte. Daraufhin machte sie an der Pennsylvania State University ihren Master of Business Administration (MBA).
2011 verlieh die American University of Technology ihr den Titel PhD Honoris Causa auf Grund ihrer Unterstützung der Entwicklung arabischer Frauen und ihres Engagements für unterprivilegierte Kinder.

## Karriere
Bevor sie in die Politik wechselte, war Al Hashem unter anderem im Ministerium für Hochschulbildung tätig. Im Jahr 2005 gründete sie das Unternehmen Advantage Consulting Company (ACC), das wirtschaftliche Beratungsdienste anbot. Für ihren wirtschaftlichen Erfolg wurde sie im Jahr 2007 als weibliche Firmenleiterin des Jahres im Mittleren Osten ausgezeichnet.

## Politik
Al Hashem kandidierte erstmals für ein Abgeordnetenmandat im Jahr 2012 und gewann diese Wahl im dritten Wahlbezirk. Nachdem sich dieses Parlament vorzeitig aufgelöst hatte, kandidierte Al Hashem 2013 erneut und konnte sich wieder durchsetzen. Bei den folgenden Wahlen im Jahr 2016 konnte Al Hashem als einzige von 15 weiblichen Kandidaten in das Parlament einziehen. Damit ist sie die erste Frau in der Geschichte Kuwaits, die ihr Mandat in mehreren aufeinanderfolgenden Wahlen verteidigen konnte.
| Wahl | Stimmen |
| ---- | ------- |
| 2012 | 2.622   |
| 2013 | 2.036   |
| 2016 | 3.273   |

Safa Al Hashem ist bekannt für ihre populistischen Aussagen über Ausländer, die nach Kuwait kommen. Sie fordert unter anderem, dass diese keinen Führerschein erhalten dürfen und für die Benutzung von Straßen und Wegen Steuern zahlen sollten.